# Evaristo Meneses (comisario)
Evaristo Meneses (Bahía Blanca, 26 de octubre de 1907 - Buenos Aires, 26 de mayo de 1992) fue un oficial de la Policía Federal Argentina que desempeñándose durante años a cargo de la División Robos y Hurtos participó en la investigación de decenas de resonantes hechos delictivos. Su figura, ocupó durante los últimos años de los años cincuenta y principios de los sesenta, un espacio relevante en la prensa de la época, en la cual se lo contraponía a las principales figuras del delito porteño de entonces.

## Biografía
Nació en Cuatreros, un pueblo rural a 17 km al oeste de la ciudad de Bahía Blanca, hoy rebautizado General Cerri. Era uno de once hermanos (seis mujeres y cinco varones), fruto del matrimonio de Cornelio Meneses y Gilda Carrizo.
Parte de su infancia vivió en el Uruguay, donde su padre se había trasladado como representante de una firma que comercializaba maquinaria agrícola.
Entre enero de 1928 y febrero de 1930 cumplió con el servicio militar obligatorio en la Armada. También durante su juventud fue boxeador amateur. Sus rasgos originarios y su tez morena definieron el apodo que llevaría toda su vida: El Pardo. En los años cuarenta se casó con Violeta Johnson, de quien se separaría años más tarde, y con quien tuvo una hija, también llamada Violeta.

### Inicios de su carrera policial
El 2 de enero de 1934 ingresó a la entonces Policía de la Capital como agente de tercera clase. Aunque su nombre quedaría para siempre ligado al de Robos y Hurtos, transitó más de la mitad de su carrera en otra oficina de Investigaciones, la Sección Defraudaciones y Estafas. También se desempeñó en varias comisarías de la geografía porteña e incluso prestó servicios en la seguridad de la Casa Rosada.

### Comisario de Robos y Hurtos
Recién en 1957 fue nombrado jefe de Robos y Hurtos, cargo que mantendría hasta fines de 1961. Sería en ese lugar donde trascendería su figura al lograr desarticular numerosas bandas. Según testimonio de Ricardo Regendorfer en Evaristo, film documental realizado por Mariano Petrecca en 2015, aquellas bandas protagonizaban hechos espectaculares donde exhibían una notable planificación, destreza y armamento. En la prensa popular, sus cabecillas tenían nombre y apellido y alcanzaban la categoría de personajes. A partir de la seguidilla de casos exitosos de Meneses y sus hombres contra ellos, el nombre del Comisario cobraría la misma dimensión aunque en sentido contrario.
Uno de sus métodos principales de investigación era la obtención de información en los cabarets y night clubs que poblaban la noche porteña de mediados del siglo pasado. Sabía que luego de un gran golpe, era difícil que los delincuentes no festejaran su éxito en sitios como ese.
Lo que los procedimientos técnicos de la época o sus informantes no le podían proporcionar, lo suplía con el conocimiento práctico de su oficio. En ocasión de producirse el robo de 300 kilos de oro en lingotes en el Aeropuerto Internacional de Ezeiza, comenzó su investigación por las casas que vendían laminadoras de oro. Detectó así, entre los últimos compradores, un hombre que nada tenía que ver con ese mercado y que resultó ser un primo de uno de los bandidos.
El esclarecimiento del robo del oro, a principios de 1961, proyectó aún más su figura y le valió varios reconocimientos internacionales, sin embargo ya en 1958 había sido condecorado con la Medalla al Valor por la detención de José María Hidalgo, un notorio asaltante que escapando de un hecho había asesinado a un policía. A esta captura se sumarían en aquellos años otros como Manuel Lacho Pardo, Jorge Villarino (apodado el Rey de las Fugas), Miguel el Loco Prieto, Juan José Pichón Laginestra y el Mono Paz.
Ricardo Regendorfer (en el ya referenciado documental) y Castagnino entre otros, señalan una anécdota que sirve para pintar de cuerpo entero a Meneses. El exboxeador Mono Paz había terminado siendo parte del mundo delictivo. En una ocasión lo detuvieron y condujeron ante Meneses. Entonces Paz le dijo que cualquiera es valiente con un arma y una chapa. Meneses ordenó que lo liberaran, y le preguntó si paraba donde siempre. Días después, Meneses lo fue a buscar personalmente, sin armas. Llegaron los dos al Departamento Central de Policía con las caras magulladas, pero Paz estaba esposado.

### Fin de su carrera policial y últimos años
Aquel mismo año 1961, que le significara tanto renombre y en el cual había sido ascendido a comisario inspector, fue también su último período a cargo de Robos y Hurtos. Al año siguiente fue nombrado jefe de la división Delitos y Vigilancias. Los años 1963 y 1964 los pasaría aún dentro de Investigaciones pero sin destino. Aprovecharía aquel período para publicar el libro Meneses contra el hampa, con la colaboración de Iderla Anzoátegui. Finalmente, en enero de 1965 se retiraró del servicio activo.
Ya fuera de su ámbito, recalaría como investigador privado de fraudes de siniestros en un estudio encabezado por viejos colegas suyos. Dedicó también su tiempo libre a la pintura de acuarelas. En 1980 ganó un premio del Fondo Nacional de las Artes.
Continuó viviendo en su casa de siempre, en el barrio porteño de Bajo Flores. Su nombre, sin embargo, permanecería como un sinónimo de la lucha contra la delincuencia, tal vez porque “Meneses encarnaba al hombre surgido de abajo, y que tenía la eficacia de resolver todos los casos poniendo el pecho y, si era necesario, la 45”.
Murió el 26 de mayo de 1992, a los 84 años, en el Hospital Policial Bartolomé Churruca, de la ciudad de Buenos Aires.
Fue enterrado con honores en el Panteón Policial del Cementerio de la Chacarita.

## Homenajes
En reconocimiento a su trayectoria, el predio que actualmente ocupa la Superintendencia de Investigaciones Federales ubicado en el barrio de Villa Lugano lleva el nombre de Comisario Inspector Evaristo Meneses. En su ingreso se encuentra un busto de Meneses.
Una calle de su pueblo natal lleva también su nombre.

## Meneses en la cultura popular
Su notable figura, y el hecho que protagonizara una suerte de época dorada en la que policías y ladrones se enfrentaban respetando ciertos códigos, llevaron a que fuera tomado como fuente de inspiración. En 1965 se estrenó la película Orden de matar, protagonizada por Jorge Salcedo.
Entre 1984 y 1986 la célebre revista argentina de historietas Fierro publicó la tira “Evaristo”, escrita por Carlos Sampayo e ilustrada por Francisco Solano López.
Mas acá en el tiempo, y como ya se referenció, Mariano Petrecca dirigió el film documental Evaristo, en el cual al repaso de aquella publicación bajo el formato de cómic, le adosa un análisis de la actuación pública de Meneses.